# Golchīdar
Golchīdar (persiska: گُلچيدَر, گل چيدر, گلچیدر) är en ort i Iran.   Den ligger i provinsen Kurdistan, i den nordvästra delen av landet, 400 km väster om huvudstaden Teheran. Golchīdar ligger 1 813 meter över havet och antalet invånare är 302.
Terrängen runt Golchīdar är huvudsakligen lite bergig. Golchīdar ligger nere i en dal.Runt Golchīdar är det ganska tätbefolkat, med 60 invånare per kvadratkilometer. Närmaste större samhälle är Chenāreh, 19,6 km väster om Golchīdar. Trakten runt Golchīdar består i huvudsak av gräsmarker.